# ديتليف هوفمان
ديتليف هوفمان (بالألمانية: Detlef Hofmann)‏ هو راكب الكنو ألماني، ولد في 12 نوفمبر 1963 في كارلسروه في ألمانيا.

## وصلات خارجية
- ديتليف هوفمان على موقع اللجنة الأولمبية الدولية (الإنجليزية)
- ديتليف هوفمان على موقع أوليمبيديا (الإنجليزية)